# Alys McKey Bryant
Alys McKey Bryant (1880-1954) foi uma aviadora norte-americana. Ela foi a primeira mulher a voar sobre a costa do Pacífico e no Canadá, e um dos poucos membros do sexo feminino do Early Birds of Aviation—indivíduos que haviam pilotado sozinhos uma aeronave antes de 17 de dezembro de 1916. Ela terminou a sua breve carreira como piloto depois de o seu marido, John Bryant, morrer durante um voo num espectáculo aéreo em Victoria, no Canadá, em Agosto de 1913. Durante a Primeira Guerra Mundial ela treinou pilotos.